# Atentados del 11 de julio de 2006 en Bombay

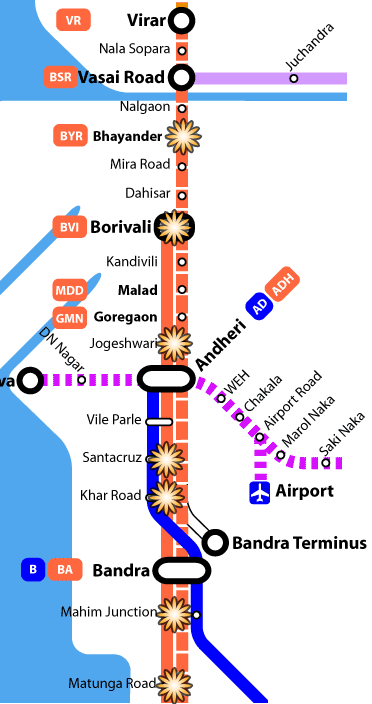
Localización de las siete explosiones.

Los atentados del 11 de julio de 2006, también conocidos como 11-J, fueron una serie de ataques terroristas producidos en trenes en la ciudad de Bombay (llamada oficialmente "Mumbai" desde 1995), la ciudad más grande y centro financiero de la India. También se encontró un explosivo adicional, pero desactivado, en la estación Borivali. Las explosiones acabaron al menos con 190 vidas -sobre todo a trabajadores que acababan de abandonar sus empresas, en plena hora punta- y cientos de heridos.
Todas las explosiones se produjeron entre las 18.00 y las 18.30 hora local en vagones de primera clase en la zona oeste de la línea férrea de Bombay, que fue suspendida.
Según la cadena local NDTV, las explosiones ocurrieron en las estaciones de Khar, Mahim, Jogeshwari, Borivali, Bhayendar, Matunga y Santacruz.
Esas estaciones están ubicadas a las afueras de Bombay y son utilizadas cada día por miles de personas para desplazarse al centro de la ciudad. En Bombay, donde viven diecisiete millones de personas, seis millones se mueven diariamente en tren.
Se desconoce si hay o no extranjeros entre las víctimas de los atentados, que han tenido lugar en plena temporada turística.
El Gobierno Indio ha declarado la alerta en todo el país, especialmente en lugares como Nueva Delhi y el estado de Maharashtra, donde se encuentra Bombay. El estado de alerta supone el despliegue de una vigilancia extrema en aeropuertos, estaciones ferroviarias y de autobuses, cines, mercados y otros lugares públicos.
| Atentados del 11 de julio de 2006 en Bombay Víctimas confirmadas                          |            |           |           |         |
| Lugar                                                                                     | Hora (IST) | Muertos   | Heridos   | Fuentes |
| Khar                                                                                      | 18:24      | ?         | ?         |         |
| Jogeshwari                                                                                | 18:25      | ?         | ?         |         |
| Mahim                                                                                     | 18:26      | ?         | ?         |         |
| Bhayendar                                                                                 | 18:29      | ?         | ?         |         |
| Matunga                                                                                   | 18:30      | ?         | ?         |         |
| Borivali1                                                                                 | 18:35      | ?         | ?         |         |
| Total                                                                                     |            | 174 - 190 | 439 - 460 |         |
| 1 Una bomba estalló en este lugar, pero otra fue encontrada por la policía y desactivada. |            |           |           |         |

El modus operandi de los terroristas recuerda a los atentados cometidos en 2004 en Madrid y 2005 en Londres. En los tres casos las explosiones se produjeron en trenes a hora punta. Las explosiones de Bombay se produjeron horas después de que supuestos militantes islamistas mataron a siete personas, seis de ellas turistas, en una serie de ataques con granadas en la ciudad de Srinagar, la más importante de la Cachemira india.

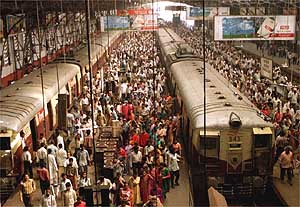
Típica estación de Bombay.

Pakistán y la India se disputan la región de Cachemira desde 1947, cuando ambos países lograron su independencia del Reino Unido.
El 7 de marzo, un triple atentado tuvo lugar en Benarés (al norte) y dejó 23 muertos. En octubre de 2005, otro triple atentado sacudió Nueva Delhi, la capital india, dejando 66 muertos.
Bombay es una de las ciudades con mayor actividad industrial de Asia. La mayoría de las grandes empresas indias y las multinacionales tienen su sede allí. También alberga los estudios de la floreciente industria del cine, conocida como Bollywood.

## Consecuencias inmediatas
En la noche del 11 de julio todos los hospitales de Bombay se encontraban desbordados por la avalancha de heridos, y la policía bloqueó las vías de salida de la ciudad. Vilasrao Deshmukh, jefe de gobierno del estado de Maharastra, cuya capital es Bombay, pidió a los hospitales privados de la ciudad que atiendan a los heridos.
A falta de ambulancias, muchas de las víctimas tuvieron que ser trasladadas a los hospitales a pie, en taxis o en vehículos privados, y muchos heridos tuvieron que ser llevados así tras ser rechazados en los saturados centros médicos. Algunos testigos se quejaron de la lentitud en reaccionar tanto de las autoridades, como de los equipos de rescate.
Al cierre, la situación en Bombay seguía siendo de caos y se interrumpió la línea oeste de ferrocarril, que atraviesa la ciudad a lo largo.
Muchas personas prefirieron regresar a sus casas a pie aunque estuvieran a varias horas de distancia, por miedo a tomar trenes o autobuses contra los que pudieran dirigirse nuevos ataques.
Las redes de telefonía fija y móvil en todo Bombay permanecieron bloqueadas durante horas por sobrecarga. Muchas familias recurrieron a las cadenas de televisión y de radio para enviar mensajes a sus familiares en los que les decían que se encontraban bien.
Las fuerzas de seguridad acordonaron las principales intersecciones, estaciones de tren y puntos de entrada y salida de la ciudad, además de instalar decenas de puestos de control en las calles y carreteras de Bombay.

## Reacciones
- India: El Gobierno Indio ofreció su apoyo a Bombay y varios miembros del gabinete, entre ellos el ministro de Ferrocarriles, Lalu Yadav Prasad, y el titular de Interior, Shivraj Patil, se desplazaron hasta allí desde Nueva Delhi, al igual que la presidenta del Partido del Congreso y de la alianza gobernante, Sonia Gandhi. Las autoridades hindúes anunciaron una compensación para las víctimas de los atentados por un importe de unos 2,200 dólares para los familiares de los fallecidos y 1,100 dólares para los heridos.

- España: José Luis Rodríguez Zapatero condenó los atentados y subrayó en un telegrama remitido al primer ministro hindú que "España no puede por menos que sentirse especialmente cercana a la India". Cuando se produjo los atentados, hacía una semana que el Presidente del Gobierno había realizado una visita oficial a la India.

- Estados Unidos: El Presidente George W. Bush expresó su indignación por los atentados y ofreció el respaldo de Estados Unidos en la "guerra contra el terrorismo".

- Pakistán: El presidente pakistaní, Pervez Musharraf, y el primer ministro Shaukat Aziz condenaron el "ataque terrorista".

- México: El Gobierno de México expresó sus condolenicias al Gobierno de la India por los ataques.